# Кардіналь-Нагль-плац (станція метро)
48°11′51″ пн. ш. 16°24′00″ сх. д. / 48.1975° пн. ш. 16.4° сх. д.
«Кардіналь-Нагль-плац» (нім. Kardinal-Nagl-Platz, в перекладі — площа кардинала Нагля) — станція Віденського метрополітену, розміщена на лінії U3 між станціями «Рохус-гассе» і «Шлахтгаус-гассе». Відкрита 6 квітня 1991 року у складі дільниці «Ердберг» — «Фолькстеатер».